# Jeff Hartings
Jeff Hartings é um jogador profissional de futebol americano estadunidense que foi campeão da temporada de 2005 da National Football League jogando pelo Pittsburgh Steelers.